# Alcanadre
Alcanadre es un municipio de la comunidad autónoma de La Rioja (España). El río Ebro atraviesa su término municipal.

## Toponimia
El término Alcanadre proviene del árabe القناطر AL-QANÃȚIR "los puentes"

## Historia de Alcanadre y Aradón

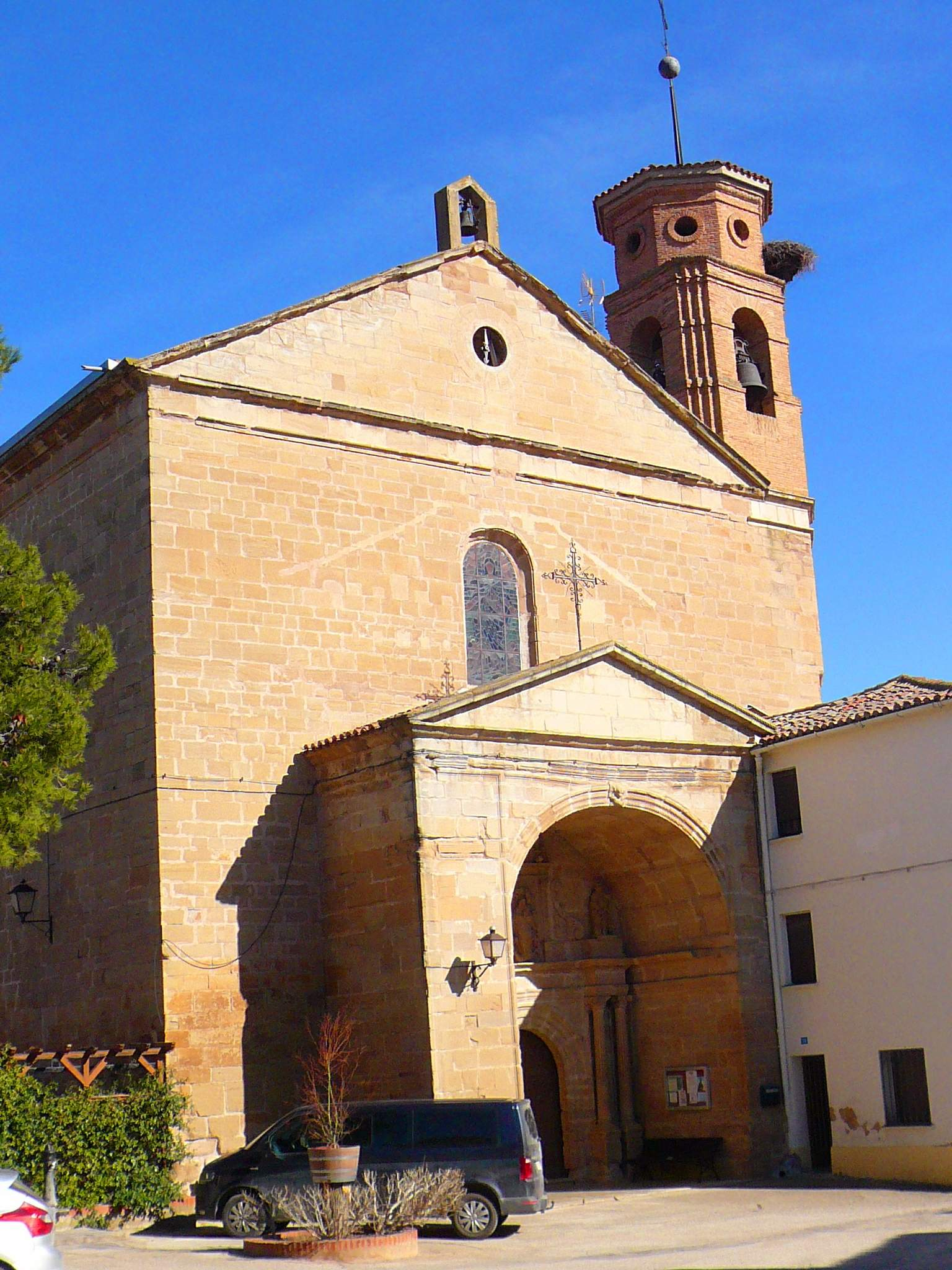
Iglesia parroquial de Santa María de la Asunción.

Aradón, hoy en día abandonado, no fue el primitivo pueblo de Alcanadre, sino un fundus o villa distinto ya que ambos figuraban y coexistían en las escrituras medievales como pueblos independientes.
Aradón se documenta como Aratone en la Edad Media, siglo X. 
Antes de la era cristiana, Alcanadre, sobre la base de los textos grecolatinos de Estrabón, Tito Livio y Ptolomeo, se situaba en la zona de los vascones. Fue vascón durante siglos y en el siglo V el poeta Prudencio de Calahorra aún habla del "Ebro vasco" en su trayecto riojano. El territorio, no obstante, se romanizó profundamente quedando indicios toponímicos de persistencia del eusquera hasta la Edad Media. Sin embargo, la memoria vascona es comprobable en el siglo V d. C. en el poeta citado, Prudencio, como se ha expuesto antes.
Posteriormente la zona de Alcanadre es disputada por el reino visigodo de Toledo que extiende un poder discontinuo en el tiempo por el valle del Ebro riojano. A la llegada de los árabes a la zona, en el año 714, había un dominio del conde Casio, epónimo de la familia Banu Qasi, familia que domina en la ribera navarra, en la Navarra central por Olite, en parte de la ribera aragonesa por Borja y Tarazona y, finalmente, por casi toda La Rioja.
Los Banu Qasi, familiarmente muy ligados con los vascones Arista de Pamplona, representan la presencia continua de una Vasconia romanizada en el Valle del Ebro.
Así pues, en el 714, los Banu Qasi, familia poderosa de la zona, se islamizaron y organizan el territorio para el islam. La presencia árabe en la zona era en realidad minoritaria. El poder de Córdoba se ejercía a través de la familia oriunda vascona Banu Qasi muy ligada a los vascones de Pamplona.
El origen del topónimo Alcanadre no debe ser árabe en su totalidad ya que estos le pusieron nombre al pueblo, y según el arabista Asín Palacios, este significa el puente, los arcos o el acueducto, lo que indica que los árabes conquistaron el pueblo del acueducto.
Aradón fue un pueblo que se hallaba a 7 km de Alcanadre, en el término de La Mesa. Su abadía, hecha con piezas de mampostería, situada al lado de la Ermita, fue arrasada por el desbordamiento de una laguna entre Alcanadre y Ausejo, creando así un profundo barranco. No se sabe a ciencia cierta cuándo ni por qué desapareció Aradón, pero en ciertas escrituras del siglo XIX ya consta como pueblo deshabitado. El único resto que queda hoy en día es la ermita de la Virgen de Aradón, patrona del pueblo. En la ermita se hallaba una virgen de 1,2 metros, tallada en un bloque de arenisca de la época templaria, resto de un tímpano de la Epifanía de finales del siglo XII. Se conserva en la iglesia del pueblo.

## Economía
Se basa principalmente en la agricultura de regadío, cultivo de olivo y vid.

### Evolución de la deuda viva
El concepto de deuda viva contempla sólo las deudas con cajas y bancos relativas a créditos financieros, valores de renta fija y préstamos o créditos transferidos a terceros, excluyéndose, por tanto, la deuda comercial.
| Gráfica de evolución de la deuda viva del ayuntamiento entre 2008 y 2017                             |
| |
| Deuda viva del ayuntamiento en miles de Euros según datos del Ministerio de Hacienda y Ad. Públicas. |

La deuda viva municipal por habitante en 2014 ascendía a 262,48 €.

## Escudo

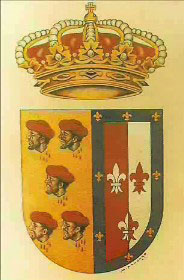
Escudo de Armas.

Escudo partido. 1.º:En campo de oro, cinco cabezas de moro, puestas en aspa, de su color, con turbante de gules chorreando sangre. 2.º:Partido a su vez. Primero: En campo de gules una lis, de plata. Segundo: En campo de plata una lis de gules. En el centro y en punta, sobre ambos cuarteles una lis, mitad de plata sobre gules y mitad de gules sobre plata.Bordura del segundo cuartel del escudo, de azur con ocho lises de oro.

## Lugares de interés

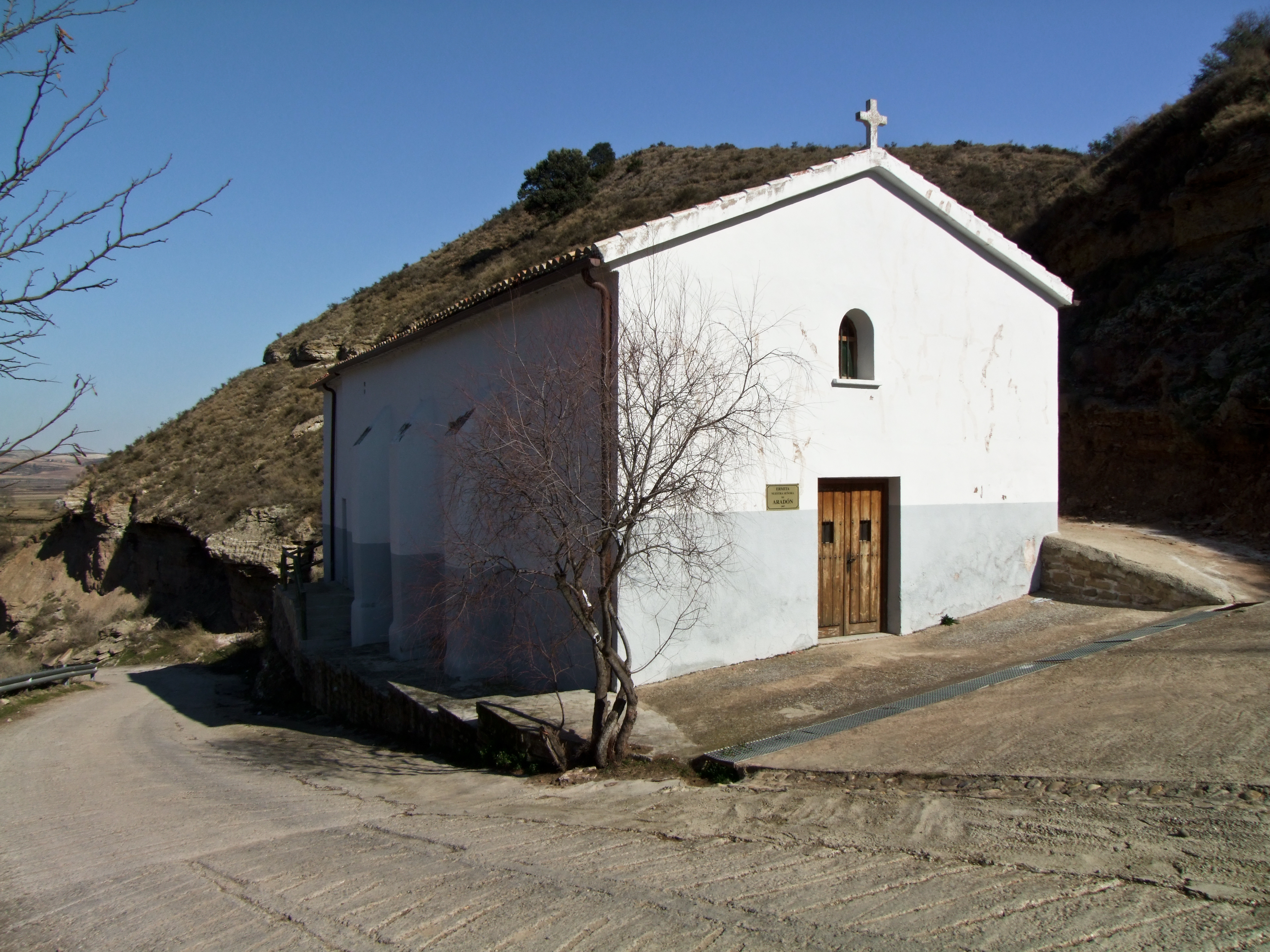
Ermita de Nuestra Señora de Aradón

- Iglesia de Santa María: Tiene incoado expediente como Bien de Interés Cultural en la categoría de Monumento desde el 27 de octubre de 1982.[6] Una parte destacada es el Altar Mayor, dedicado a Santa María de la Asunción y el altar menor dedicado a San Roque. Se encuentra entre dos parques.
- Ermita de Aradón: Este es el único resto que queda de la abadía de la antigua villa de Aradón, que desapareció al romperse la barrera de una laguna, arrasando con todo el convento y creando así el popularmente llamado barranco de San Pedro y el barranco de Aradón (aunque esto nunca ha sido demostrado). Tradicionalmente se va hacia allí en romería acompañando a la patrona del pueblo el primer sábado de mayo y septiembre. En la fachada de la ermita se conservó hasta 1972 una imagen románica de arenisca de la Virgen que fue desmontada y trasladada a la iglesia de Alcanadre para su mejor conservación.
- Monte de la Botella: Es un peculiar cerro testigo, poco comunes en esta zona. Conocido antiguamente como El pico del Gurugú, es una zona común de paseo para los alcanadreses. Recibe ese nombre dado que en su cima se encuentra un prisma cuadrangular bajo un cilindro de menor envergadura (vértice geodésico), formando así la forma de una botella.
- Fuente Vilda: Es uno de los otrora numerosos manantiales de Alcanadre cuya agua va a parar a un pequeño estanque. En vías de desaparición como tantos otros.
- Fuente del Hornillo: Otro manantial donde la gente apaga su sed (pertenece a la localidad de Ausejo).

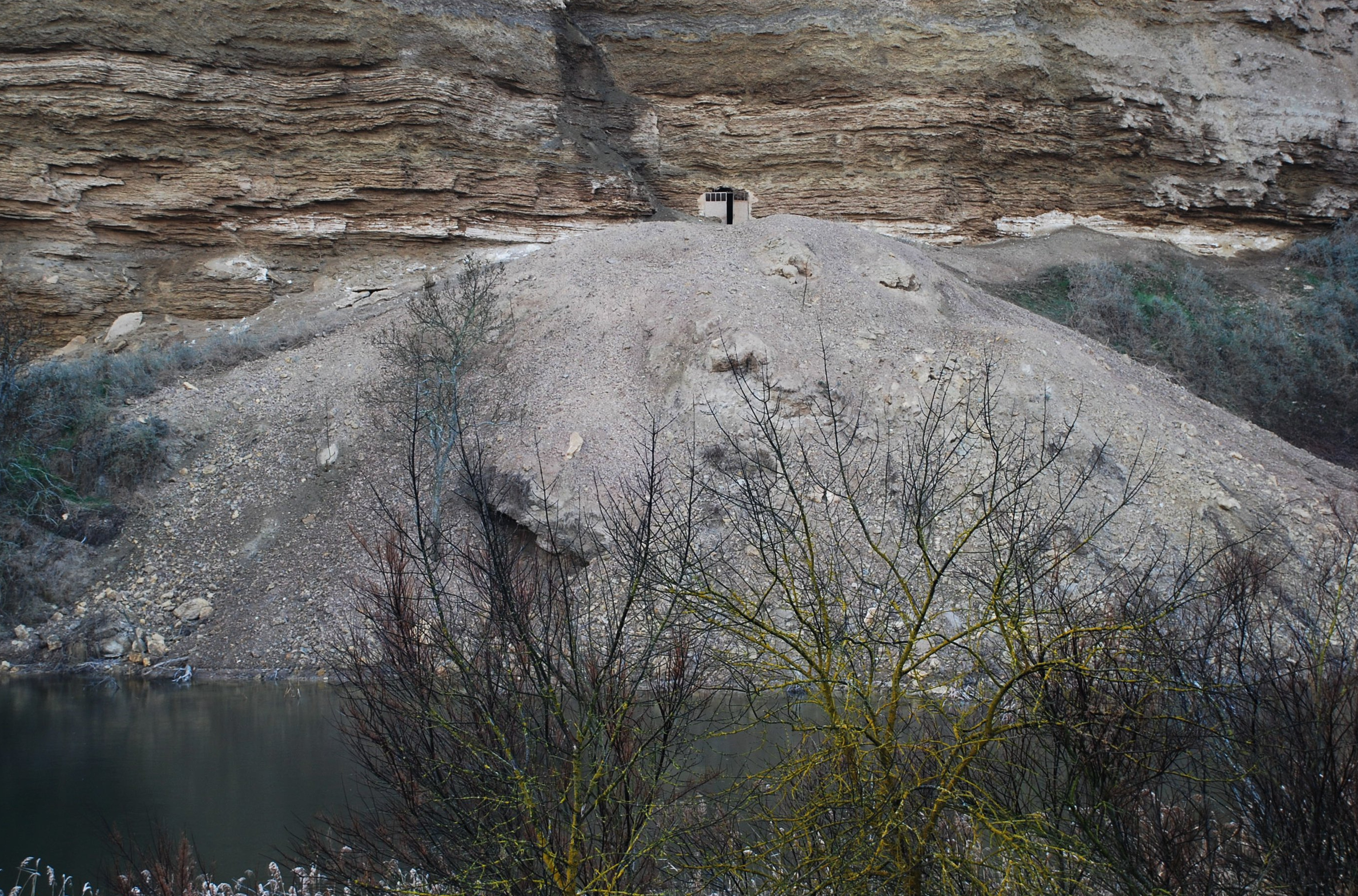
Minas de glauberita y pozas de San Martín.

- Pozas de San Martín: En el límite de Alcanadre y la villa de San Martín, se hallan estas lagunas de aguas sulfurosas y cristalinas al pie de un gran barranco, justo enfrente de las minas de glauberita. Antiguamente, se vendía agua de estas pozas en la desaparecida estación de Mendavia. Se pueden observar en el trayecto Alcanadre-Logroño en el tren.
- La Barca: Junto con el Monte de la Botella, este es uno de los numerosos lugares donde los alcanadreses van a pasear. Recibe este nombre porque antiguamente allí se hallaba una gran balsa que usaban los pueblerinos para pasar de un lado del Ebro al otro.
- Peñacasa: Hay un pequeño parque y asadores para asar comida en las orillas del Ebro.
- Antiguas ermitas

Antiguamente en la calle San Isidro se hallaba la ermita del mismo nombre, existiendo otra por el regadío cuya situación exacta se desconoce.
Por otra parte cabe destacar que el paraje donde en la actualidad se encuentra la ermita de Aradón, fue el elegido por los caballeros Templarios para fundar la primera encomienda o Baylía de las veinticuatro que posteriormente fueron surgiendo en Castilla, paraje este de gran significado y simbolismo para los habitantes del pueblo por ser allí donde tiene la ermita la patrona de Alcanadre.

## Yacimientos minerales
Se han hallado yacimientos de:
- Glauberita, llamada vulgarmente minas de sal.
- Yeso.
- Halita o sal común.

Antiguamente había dos canteras: una de yeso cerca del pueblo (Las Yeseras) y otra de glauberita bajo los cortados de Aradón, en el límite con San Martín de Berberana.

## Geografía humana

### Demografía
Cuenta con una población de 647 habitantes (INE 2024).
| Gráfica de evolución demográfica de Alcanadre entre 1842 y 2021                                                       |
| |
| Población de derecho según los censos de población del INE. Población de hecho según los censos de población del INE. |

Alcanadre tuvo un gran auge económico y demográfico durante la primera mitad del siglo XX gracias a la riqueza de su agricultura así como el paso del ferrocarril por la localidad. A partir de los años 60 como en la mayoría de los municipios riojanos sufre un gran declive demográfico constante. La falta de industrias y centros económicos desligados de la agricultura han ocasionado la marcha de muchos jóvenes de la localidad.

## Administración
| Periodo   | Nombre                                                              | Partido              |
| --------- | ------------------------------------------------------------------- | -------------------- |

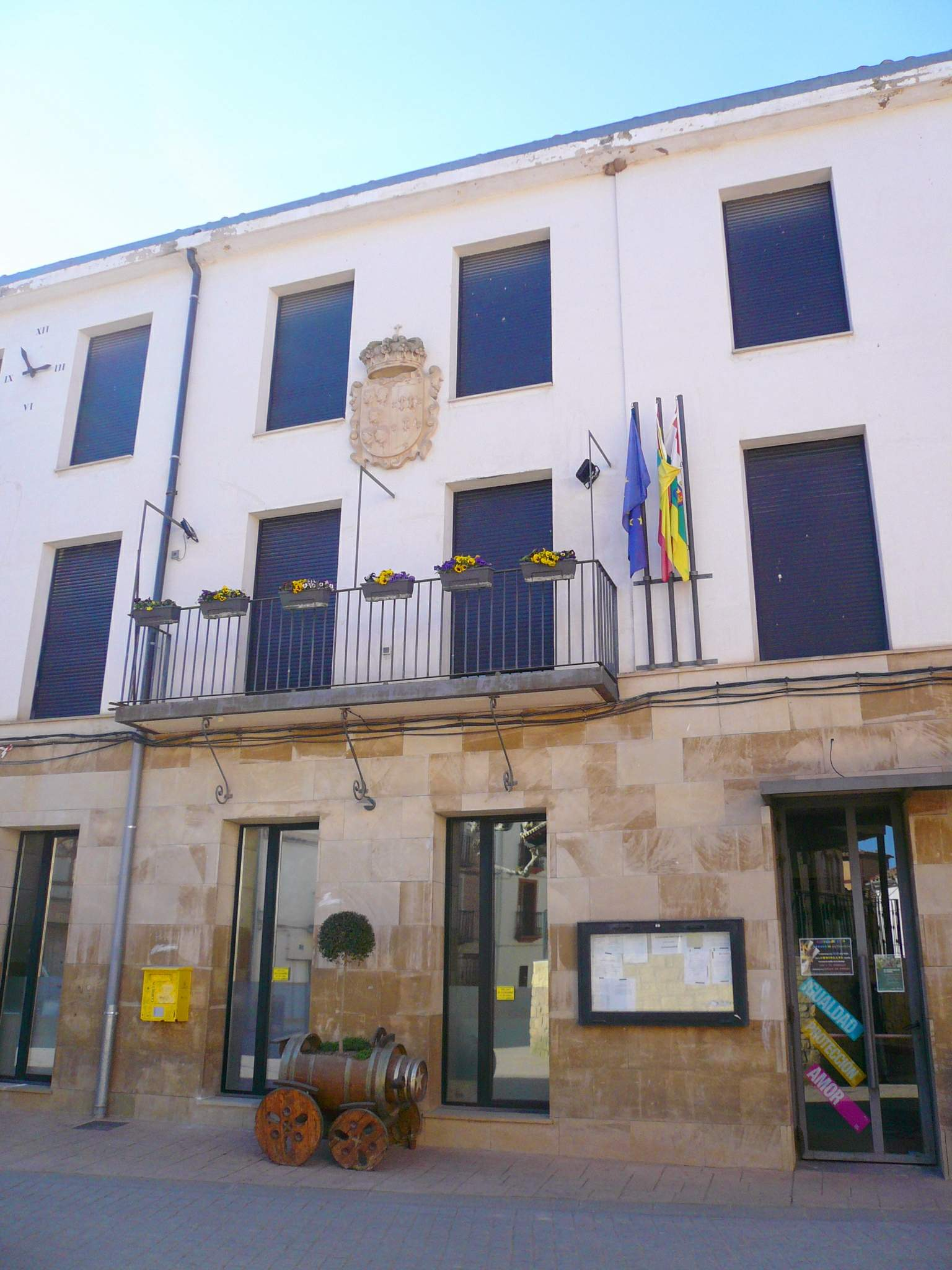
Ayuntamiento de Alcanadre, en la Plaza del Pueblo

| 1979-1983 | Félix Rodríguez Muro/ Juan José Gil Díez/ Enrique Martínez Royo     | UCD                  |
| 1983-1987 | Fermín Martínez Maestre                                             | Independientes       |
| 1987-1991 | Roberto Royo Rupérez                                                | PSOE                 |
| 1991-1995 | Pedro Juan Encina Suescun                                           | Democracia Municipal |
| 1995-1999 | Pedro Juan Encina Suescun                                           | Democracia Municipal |
| 1999-2003 | José Luis Royo Martínez                                             | PP                   |
| 2003-2007 | José Luis Royo Martínez                                             | PP                   |
| 2007-2011 | Francisco Javier Barco Romero                                       | PP                   |
| 2011-2015 | María Adelfa Gómez Gil                                              | PP                   |
| 2015-2019 | Pablo Aranda Ruiz                                                   | Democracia Municipal |
| 2019-2023 | Pablo Aranda Ruiz                                                   | Democracia Municipal |
| 2023-act. | Pablo Aranda Ruiz (hasta 2025) / Mikel Encina Reinares (desde 2025) | Democracia Municipal |

## Fiestas locales
- El 5 de febrero se celebra Santa Águeda.
- El 15 de mayo se celebra San Isidro. Se acompaña al santo a la procesión, recorriendo todo el pueblo.
- El primer sábado de mayo y el primer sábado de septiembre se realiza una romería hacia la Ermita de la Virgen de Aradón.
- Del 14 al 20 de agosto se celebran fiestas en honor a San Roque. En estas se hacen campeonatos de bolos, verbenas, fuegos artificiales, paellada, fiesta de espuma para los más pequeños, etc.

Cada Navidad, se representa un belén viviente, el cual es famoso en toda La Rioja debido a su realismo. Este se realiza en una ladera del monte Viso y participa gente todas las clases y edades.

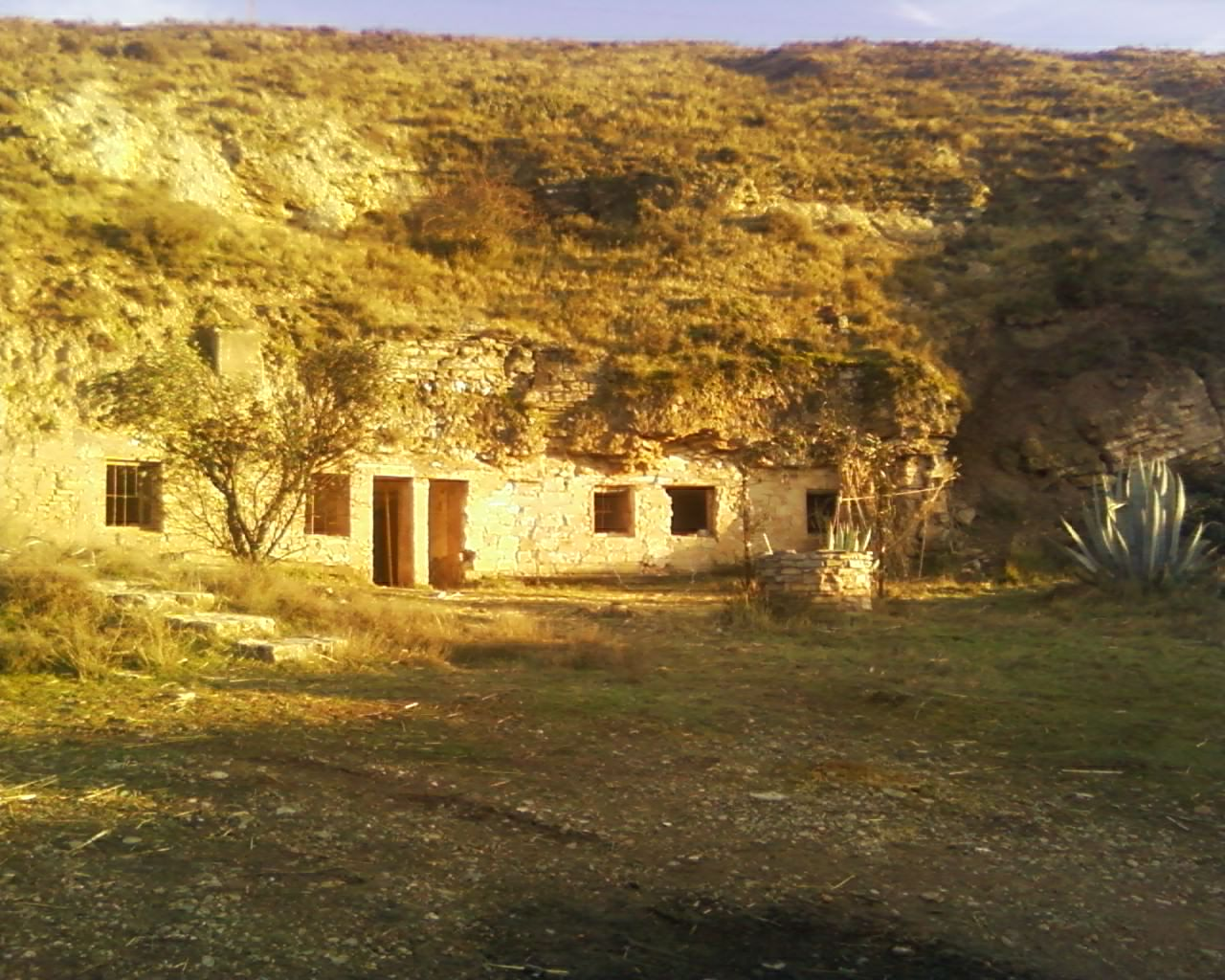
Cuevas antes de su derrumbamiento.

La representación trata perfectamente todos temas de la Biblia, desde el principio de los tiempos hasta la muerte de Jesucristo. En la obra, se puede apreciar, el gran detallismo de numerosas escenas, entre otras muchas podemos destaca el cuartel general de los romanos, la carpinería de José, el pueblo de Belén (con su pozo, casas, olivo y un río) y el portal. Durante la representación puede degustarse un delicioso caldo caliente.
Debido al derrumbamiento de las cuevas en invierno de 2013, causado por las fuertes lluvias que acaecieron, la representación se ha llevado a cabo en la plaza del pueblo durante dos años. Tras el acondicionamiento de su antiguo emplazamiento, durante la temporada 2014-2015 se volvió a realizar la representación donde antaño.

## Entorno natural
Pese a no tener grandes parajes, Alcanadre goza de bellas vistas como la de la rica vega del regadío o los vistosos cortados de Aradón. Así, el viajante podrá disfrutar a principios de primavera de los aromáticos almendros en flor o del verde de los campos y los prados; de los tonos tostados que ofrece el verano en los campos de trigo y del ocre de los chopos contrastando del verde rojizo de las viñas en otoño.

## Personalidades
- Sor Ana de la Trinidad (1577-1613), poetisa carmelita hija de los duques de Bornos que tuvieron como ducado Alcanadre, Ausejo y Murillo de río Leza.
- Ángel Arnedo Gil (1945), director general editorial del Grupo Vocento.
- Ángel Jiménez Lacave (1946), director del Servicio de Oncología del Hospital Central de Asturias.
- José de Miguel Lacave (1950), pintor.[8]